# 见神星
見神星（114 Kassandra）是一顆大且暗淡的主帶小行星，屬於T-型小行星。它是在1871年7月13日被C. H. F. 彼得斯發現的，被以特洛伊戰爭中的卡珊卓命名，是人類發現的第114顆小行星。這顆小行星在2009年的影片：隕石浩劫 (Meteor: Path to Destruction) 中被假設受到彗星撞擊而分裂成兩塊，並進入與地球碰撞的軌道。
這顆小行星的光譜分類為罕見的T-型小行星，它的部分光譜顯示有與隕硫鐵性質相似的礦物，還有碳質球粒隕石。頻譜的特性也類似於1968年墜落在法國奧農，顆粒細小的奧農隕石。這顆小行星的光度曲線顯示自轉週期為10.758 ± 0.004小時，並且光度有0.25 ± 0.01 星等的變化。
在2001年，阿雷西博天文台曾以雷達觀測這顆小行星，返回的訊號匹配的有效直徑是100±14公里，這與經由其他方法計算的小行星尺寸一致。